# Division I 1945-1946 (pallacanestro maschile)
La Division I 1945-1946 è stata la 14ª edizione del massimo campionato belga di pallacanestro maschile. La vittoria finale è stata ad appannaggio del Semailles.

## Risultati

### Stagione regolare
|    | Squadra        | G | V | N | P | PF | PS | Pt. |
| -- | -------------- | - | - | - | - | -- | -- | --- |
| 1. | Semailles      | 4 | 4 | 0 | 0 |    |    | 8   |
| 2. | Sporting Liegi | 4 | 3 | 0 | 1 |    |    | 6   |
| 3. | CEP Fleurus    | 4 | 2 | 0 | 2 |    |    | 4   |
| 4. | Hades Gent     | 4 | 1 | 0 | 3 |    |    | 2   |
| 5. | SCK Antwerpen  | 4 | 0 | 0 | 4 |    |    | 0   |

| Division I 1945-1946 |
| -------------------- |
| Semailles 1º titolo  |